# Nicolas Léonard Sadi Carnot
Nicolas Léonard Sadi Carnot, francoski matematik, fizik in inženir, * 1. junij 1796, Pariz, Francija, † 24. avgust 1832, Pariz.
V svojem edinem delu, Réflexions sur la puissance motrice du feu (Razmišljanja o gibalni moči ognja, 1824), je podal prvo uporabno teorijo o maksimalnem izkoristku toplotnih strojev. To delo za časa njegovega življenja ni pritegnilo pozornosti, kasneje pa sta ga uporabila Rudolf Clausius in Lord Kelvin pri formaliziranju drugega zakona termodinamike in definiranju pojma entropije. Zato je dobil vzdevek »oče termodinamike«.